# Anna Mons
Anna Mons (Russisch: Aнна Ивановна Монс) (Moskou, 26 januari 1672 - aldaar, 15 augustus 1714) was een maîtresse van tsaar Peter I van Rusland en was van Duitse origine.

## Biografie

### Afkomst en familie
Anna Mons was de dochter van een Westfaalse wijnhandelaar. Volgens de memoires van de Italiaanse castraatzanger Filippo Balatri was haar vader een Engelse calvinist die al langere tijd in Rusland woonde. Bij hun familie thuis werd volgens hem Nederlands gesproken. Haar broer was Willem Mons, die zou uitgroeien tot vertrouweling en kamerheer van Catharina I van Rusland.

### Relatie met Peter de Grote
Peter I van Rusland leerde haar kennen bij een bezoek aan het huis van Francis Lefort in 1691. Voor ze de Russische tsaar leerde kennen had ze al een verhouding gehad met Lefort. Ze werd door Alexander Gordon, de zoon van generaal Patrick Gordon, beschreven als "uitzonderlijk mooi". Na haar kennismaking met de Russische tsaar kregen de twee een verhouding met elkaar en deze schonk haar edelstenen en zelfs een paleis en een landgoed. Mons verkeerde ook in het gezelschap van Peter de Grote bij zijn ontmoetingen met de bojaren en de buitenlandse diplomaten. Door het slechte huwelijk van Peter met zijn tsaritsa Eudoxia Lopoechina overwoog de tsaar om haar te verstoten en met Mons te trouwen, maar hij zag zelf de noodzaak van een huwelijk niet in.
In 1703 kwam langzamerhand een einde aan de relatie tussen Peter en Anna die twaalf jaar geduurd had. In een poging zijn gunst weer terug te winnen legde ze het aan met de Pruisische ambassadeur Georg-Johann von Keyserling. Deze vroeg haar ten huwelijk en toen de tsaar het nieuws hoorde over het voorgenomen huwelijk liet hij Anna in de gevangenis gooien samen met dertig van haar vrienden. Later ging hij akkoord met huwelijk zodat het tweetal in 1711 kon trouwen. Na haar huwelijk bleef ze woonachtig in het Duitse kwartier waar ze overleed.